# محمد الطوخي (ملحن)
محمد الطوخي (15 فبراير 1974 -)؛ ملحن مصري.

## عنه
ولد محمد الطوخي في القاهرة. ودخل المسرح القومي المصري بسن العاشرة. وقد درس الموسيقى بأكاديمية الفنون في المعهد العالي للموسيقى العربية على يد أساتذة الموسيقى هناك، ومنهم الدكتورة رتيبة الحفني أستاذة الأصوات ورئيسة دار الأوبرا المصرية، إبراهيم الحجار أستاذ الموشحات والأدوار.

## مسيرته
شارك بالغناء في مجموعة كبيرة من المسرحيات أثناء فترة دراسته في المعهد، ومنها: «نعم ولا»، بطولة عماد عبد الحليم ومن إخراج السيد راضي، أوبريت «شهرزاد» من كلمات بديع خيري وألحان سيد درويش وإخراج جلال عبدالقادر، ومسرحية «الأطفال دخلوا البرلمان» للمخرج صلاح السقا.
بعد تخرّجه التحق بدار الأوبرا المصرية وكان من مؤسسي الفرقة القومية للموسيقى العربية بقيادة المايسترو سليم سحاب وشارك معهم بعدة حفلات داخل جمهورية مصر العربية وخارجها، وحصلت الفرقة العديد من الجوائز ومن أهمها الجائزة الذهبية بمهرجان بابل الدولي في العراق. وقد شارك الطوخي بمهرجان القاهرة الدولي الثالث للأغنية بألحان أغنية «الحقيقة فين» كلمات ماجدة عبد القادر وحصل بها على المركز الثاني. كما حصل على الجائزة الكبرى من مهرجان القاهرة الدولي للأغنية عن أغنية «يا فلسطيني» من كلمات الشاعر محي حوّار وتوزيع المايسترو حمادة الموجي، كأفضل أغنية بالمهرجان عام 2003. وشارك بالغناء في مجموعة من حفلات دار الأوبرا المصرية وكان من أهمها إحياء إحدى ليالي مهرجان الموسيقي العربية بالمسرح الكبير عام 2007.
غنى لكبار الملحنين والشعراء ومنهم أوبريت «فانوس رمضان» كلمات الشاعر عمر بطيشة وألحان الموسيقار عمار الشريعي، كما قام بغناء مقدمة المسلسل الإذاعي «عرباوي»، بطولة الفنان أشرف عبد الباقي وكلمات الشاعر محمد حمزة ومن ألحان الموسيقار عبد العظيم محمد.

## أعماله
له مجموعة كبيرة من الألحان، منها:
| - أجمل غرام ضمن ألبوم قلبي وروحي وعمري لمحمد فؤاد، الذي صدر في أواخر أغسطس 1999. - أغنيتا دلوقتي أحسن و نفسي أحبك لأنغام. - أهلا حبيبي لحسن عبد المجيد - قلبك مش هو ده لشيماء الشايب - أغنيتا: مين فينا و أنا غيرهم لإبراهيم عبد القادر - صون العهد لطاهر شمس الدين - عدي علينا يا هوى لعلي شبانة - الدنيا لسه بخير لمريم نوح وتوزيع الموسيقار محمد نوح (على نغم الموج)؛ إضافة إلى أغنية لسه ما لقيتهوش. - بحلفلك بالله لفضل شاكر وتوزيع المايسترو هاني فرحات. - صياد القلوب لمحمد الحلو - يا قلبي لياسر العشري - ربنا يقدرني لطارق الشيخ - غيروك لأحمد رحيم | - حلم بكرة لمحمد سيف - مش فارقة لدنيا بطمة - خسران كتير لحسناء زلاغ - إللي مجننك لنسمة محجوب - مش واخد باله لريهام عبد الحكيم - ملك شريف لوردة الجزائرية - تسلم الأيادي لمحمد الحلو - بطمن قوي لريهام عبد الحكيم - الحلم المصري لمحمد الحلو - يا رب بلغنا، نور السموات، عليك توكلنا، يا رب، إكتب لي، إغفر لي ذنبي، الصبر أجر لمحمد الحلو. - مقدمة مسلسل موعد مع القدر غنتها سمية الخشاب. - أوبريت حلم لبكرة، من إنتاج الإذاعة المصرية وغناء ريهام عبد الحكيم والأطفال فرح الموجي وسيف مجد ويحيى كامل. |

### أعمال أخرى
- لحّن مجموعة من الأغنيات بالاشتراك مع الشاعر أحمد فؤاد نجم وتشاركا في غناءها، وهي: والله إن سعدني زماني، حبايبنا، كل عين تعشق حليوة.
- وضع الموسيقى لحملة وزارة الصحة المصرية ضد فيرس سي أدّاها الممثل محمد هنيدي.
- لحّن أوبريت حلم وعلم، وهو من كلمات الشاعر سيد حجاب ومن إخراج ريم حجاب.
- وضع موسيقى فيلم تسجيلي من إخراج تامر الخشاب عن البرلمان المصري، بمناسبة مرور مائة وخمسين عامًا على تأسيس البرلمان بحضور الرئيس المصري عبدالفتاح السيسي.
- أعاد تسجيل بعض أعمال الفلكلور المصري بشكل معاصر ومنها: أغنية واحد بس، البادي أظلم، وأرق ما شافت عيني، وجاه سيدنا محمد، الحبيب النور، وإنت بتكتب كتابك.

## وظائف
- عضو لجنة تحكيم مسابقة أضواء المدينة التي نظمتها الإذاعة المصرية 2019.
- عضو جمعية المؤلفين والملحنين المصرية (ساسيرو)[3]
- عضو جمعية المؤلفين والملحنين بفرنسا (ساسام)[4]